# French Open 2021/Quaddoppel
Das Quaddoppel (Rollstuhl) der French Open 2021 war ein Rollstuhltenniswettbewerb in Paris und fand am 6. Juni statt.
Vorjahressieger waren Sam Schröder und David Wagner. Wagner gewann das Turnier erneut, diesmal mit Andrew Lapthorne.

## Hauptrunde
Zeichenerklärung
- Q = Qualifikant
- WC = Wildcard
- LL = Lucky Loser
- ITF = qualifiziert über ITF-Ranking
- ALT = alternate (Ersatz)
- PR = Protected Ranking
- SE = Special Exempt
- r = retired (Aufgabe)
- d = Disqualifikation
- w.o. = walkover
- [ ] = Match-Tie-Break

|  | Finale |                               |    |   |      |
|  |        |                               |    |   |      |
|  |        | Dylan Alcott Sam Schröder     | 61 | 6 | [7]  |
|  |        | Andrew Lapthorne David Wagner | 7  | 4 | [10] |
|  |        |                               |    |   |      |